# Corrado II di Carinzia
Corrado II di Carinzia, detto il Giovane (in tedesco Konrad der Jüngere) (12 luglio 1002 – 20 luglio 1039), fu duca di Carinzia e margravio di Verona dal 1035 fino alla sua morte.

## Biografia
Prese il nome dal suo bisnonno Corrado e probabilmente nacque il 12 luglio 990. Era parte della dinastia salica, seppur all'epoca la sua famiglia non aveva ancora iniziato a chiamarsi "salica". I genitori di Corrado erano il duca Corrado I di Carinzia e di Matilda, figlia del duca di corradinide Ermanno II di Svevia. Suo padre morì nel 1011, quando Corrado il Giovane era ancora minorenne, e il re Enrico II conferì il ducato carinziano ad Adalberone di Eppenstein in funzione anti-salica. In ogni caso Corrado successe a suo padre come conte nei territori salici di Nahegau, Speyergau e Wormsgau. Nel conflitto sull'eredità del duca e nonno Ermanno II di Svevia, si alleò con suo cugino salico Corrado il Vecchio (il figlio dello zio paterno Enrico di Spira) contro il duca Adalberone di Carinzia, che sconfissero in una battaglia del 1019 vicino a Ulma.
Quando l'imperatore Enrico II morì nel 1024, Corrado il Giovane, come suo padre Corrado I e suo nonno Ottone I nel 1002, fu candidato come re. Tuttavia, su pressione del cappellano di corte Wippone di Borgogna, rinunciò alla corona a favore del cugino Corrado il Vecchio, che divenne re. In compenso, a Corrado il Giovane potrebbe essere stata promessa la successione nel ducato carinziano, nonostante fosse sua per diritto di sangue. Tuttavia, mentre Corrado il Vecchio era impegnato nella sua incoronazione a Roma nel 1027, scoppiò un conflitto tra i due cugini che durò fino alla sottomissione di Corrado il Giovane nel settembre dello stesso anno.
Nel maggio 1035, il duca Adalberone di Carinzia si ribellò contro il dominio salico e fu privato del suo ducato. Corrado il Giovane fu scelto per rimpiazzarlo ricevendo la Carinzia, anche se senza la marca di Stiria. Nel 1036-37 accompagnò l'imperatore nella sua spedizione nel regno italico e ottenne la custodia dell'arcivescovo Ariberto di Milano, arrestato tempo prima, il quale, tuttavia, riuscì presto a fuggire. Corrado morì poco dopo nel 1039. Fu sepolto a fianco del padre e della madre Matilde nella cattedrale di Worms. Alla sua morte, il suo erede fu il re salico Enrico III, figlio e successore di Corrado il Vecchio.
Non ci è pervenuta nessuna fonte indicante un matrimonio di Corrado sebbene un figlio, di nome Cuno, appaia nel 1056, in cui vendette Bruchsal al re Enrico IV, in seguito imperatore dei Romani. Tuttavia, è più probabile che Cuno fosse il "figlio di" Corrado, vescovo di Spira, poiché a quel tempo Bruchsal era nelle mani della chiesa.